# Ядов Богдан Костянтинович
Богдан Костянтинович Ядов (нар. 27 листопада 1996, Київ) — український дзюдоїст, чемпіон Європи.

## Основні досягнення
2015
- European Cup (юніори) -66 кг, Прага
- Чемпіонат Європи серед юніорів -66 кг, Оберварт

2016
- European Cup (юніори) -66 кг, Прага

2017
- European Judo Open -66 кг, Катовиці

2018
- European Judo Open -66 кг, Софія
- Grand Prix -66 кг, Будапешт

2019
- Grand Prix -66 кг, Тель-Авів
- Grand Slam -66 кг, Баку[1]

2021
- Grand Slam -66 кг, Абу-Дабі

2022
- Grand Prix -66 кг, Алмада[2]
- Grand Slam -66 кг, Тель-Авів
- Чемпіонат Європи -66 кг, Софія

2023
- Grand Slam -66 кг, Париж
- Grand Slam -66 кг, Тбілісі
- Чемпіонат Європи -66 кг, Монпельє